# アントニー・ロルフ・ジョンソン
- アンソニー・ロルフ・ジョンソン

アントニー・ロルフ・ジョンソン（Anthony Rolfe Johnson、1940年11月5日 - 2010年7月21日）は、イギリスのテノール歌手。
オックスフォードシャーのタックリー生まれ。ギルドホール音楽演劇学校でエリス・キーラーとヴェラ・ローザの薫陶を受け、1972年に卒業した時にデイム・エヴァ・ターナー奨学金から賞を授与された。1973年から1976年までイギリス・オペラ・グループに参加し、1975年にジョン・クリスティ賞を受賞した。1978年からイングリッシュ・ナショナル・オペラに参加し、オールドバラ、エディンバラ、グラインドボーンなど、イギリスの主要な音楽祭に定期的に出演するようになった。また、ミラノ・スカラ座やメトロポリタン歌劇場を含む世界各地の歌劇場にもたびたび出演した。
1992年にはCBEを叙勲。
21世紀に入ってからは病気のために活動は低調になり、アルツハイマー病の亢進によりロンドンで死去した。